# Nash (Oklahoma)
Nash es un pueblo ubicado en el condado de Grant en el estado estadounidense de Oklahoma. En el año 2010 tenía una población de 204 habitantes y una densidad poblacional de 255 personas por km².

## Geografía
Nash se encuentra ubicado en las coordenadas 36°39′54″N 98°3′9″O / 36.66500, -98.05250 (36.664892, -98.052487).

## Demografía
Según la Oficina del Censo en 2000 los ingresos medios por hogar en la localidad eran de $24,063 y los ingresos medios por familia eran $39,375. Los hombres tenían unos ingresos medios de $30,714 frente a los $16,667 para las mujeres. La renta per cápita para la localidad era de $13,864. Alrededor del 3.8% de la población estaban por debajo del umbral de pobreza.